# Xargs
xargs – polecenie uniksowych i większości uniksopodobnych systemów operacyjnych, używane do budowania i wykonywania poleceń ze standardowego wejścia. Jądro Linuxa o wersji do 2.6.23 nie może pobierać dowolnie długiej listy argumentów, więc zadaniem xargs jest podzielenie jej na wystarczająco małe podlisty.
Na przykład polecenie:
```
 
rm
 
/path/*

```

lub
```
 
rm
 
`
find
 
/path
 
-type
 
f
`

```

może spowodować błąd i wyświetlenie komunikatu: "Argument list too long" jeżeli w /path znajduje się zbyt wiele plików.  Jednakże poniższa wersja (odpowiednik rm `find /path -type f`) nie powinna już sprawiać kłopotów:
```
 
find
 
/path
 
-type
 
f
 
-print0
 
|
 
xargs
 
-0
 
rm

```

W tym przykładzie, find przesyła na wejście xargs długą listę nazw plików. Xargs dokonuje podziału na podlisty i dopiero wtedy wywołuje polecenie rm dla każdej z nich. To polecenie jest wydajniejsze niż gdybyśmy chcieli napisać:
```
 
find
 
/path
 
-type
 
f
 
-exec
 
rm
 
'{}'
 
\;

```

co spowoduje wywołanie rm dla każdego, pojedynczego pliku. Warto jednak zwrócić uwagę na to, że w nowszych wersjach find poniższy wariant wykonuje dokładnie to samo, co wersja z użyciem xargs:
```
 
find
 
/path
 
-type
 
f
 
-exec
 
rm
 
'{}'
 
+

```

xargs często wykazuje się takim samym działaniem, jak backquote, lecz jest on bardziej uniwersalny i okazuje się bezpieczniejszym gdy na wejściu pojawiają się znaki białe lub specjalne. Dobrze łączyć go z poleceniami zwracającymi długie listy plików, jak chociażby find, locate, czy grep. Musimy jednak pamiętać wtedy o parametrze -0, jako że bez niego xargs nie radzi sobie najlepiej z nazwami zawierającymi ', " i spacje.

## Przykłady
```
 
find
 
.
 
-name
 
"*.foo"
 
|
 
xargs
 
grep
 
bar

```

Równoznaczne z:
```
 
grep
 
bar
 
`
find
 
.
 
-name
 
"*.foo"
`

```

Zauważ, że powyższa komenda korzysta z odwróconych apostrofów (`) zamiast zwykłych ('). Jej zadaniem jest odnalezienie wszystkich plików o rozszerzeniu .foo, zawierających słowo bar, położonych w bieżącym folderze oraz w jego podkatalogach. Żadne z tych poleceń nie zadziała, jeżeli wśród nazw plików znajdują się białe znaki. Możemy rozwiązać ten problem wpisując:
```
 
find
 
.
 
-name
 
"*.foo"
 
-print0
 
|
 
xargs
 
-0
 
grep
 
bar

```

W ten sposób możemy wyodrębnić nazwy plików, rozwiązując tym samym problem z białymi znakami;
```
 
find
 
.
 
-name
 
"*.foo"
 
-print0
 
|
 
xargs
 
-0
 
-t
 
-r
 
vi

```

Polecenie to przypomina poprzednie, jednakowoż uruchamia ono edytor vi dla każdego z plików.  Flaga -t powoduje wypisanie komendy do strumienia stderr przed przystąpieniem do jej realizacji.  -r jest rozszerzeniem GNU informującym, że xargs nie wykona polecenia jeżeli nie otrzyma nic na wejście.
```
 
find
 
.
 
-name
 
"*.foo"
 
-print0
 
|
 
xargs
 
-0
 
-I
 
{}
 
mv
 
{}
 
/tmp/trash

```

Powyższa komenda korzysta z -I aby rozkazać xargs wypełnienie {} listą argumentów.  Pamiętaj jednak, że nie wszystkie wersje xargs wspomagają składnię {}.  W takim wypadku możesz napisać np:
```
 
find
 
.
 
-name
 
"*.foo"
 
-print0
 
|
 
xargs
 
-0
 
-I
 
xxx
 
mv
 
xxx
 
/tmp/trash

```

Powyższe polecenie wykorzystuje xxx zamiast {} jako znacznik listy argumentów.
```
 
find
 
.
 
-maxdepth
 
1
 
-type
 
f
 
-name
 
"*.ogg"
 
-print0
 
|
 
xargs
 
-0
 
-r
 
cp
 
-v
 
-p
 
--target-directory
=
/home/media

```

To polecenie to nic innego jak:
```
 
cp
 
-v
 
-p
 
*.ogg
 
/home/media

```

lecz nie zajmuje ono tak wielu zasobów, kosztem niezwracania błędu kiedy polecenie cp otrzyma więcej plików niż może obsłużyć. Innym sposobem (w którym to sami decydujemy, gdzie umieścimy argumenty) to:
```
 
find
 
.
 
-maxdepth
 
1
 
-type
 
f
 
-name
 
"*.ogg"
 
-print0
 
|
 
xargs
 
-0
 
-IMYFILES
 
cp
 
MYFILES
 
/home/media

```

Znak -I w powyższej linii poleceń informuje xargs o tym z którego słowa zastępczego chcesz skorzystać (w przeciwnym wypadku doda argumenty na końcu komendy). Oprócz tego możesz użyć atrybutu -L w celu ograniczenia liczby argumentów. Wtedy polecenie będzie uruchamiane ponownie, aż do wyczerpania listy argumentów. Zaś użycie -L1 spowoduje uruchomienie programu tylko raz dla każdego z zadanych argumentów.

## Problem separatorów
Wiele uniksowych narzędzi jest zorientowanych liniowo. Będą one więc działać z xargs tak długo, jak linie nie zawierają ', " lub spacji. Część uniksowych narzędzi może użyć znaku NUL jako separatora (np. perl (wymaga -0 i \0 zamiast \n), locate (wymaga użycia -0), find (wymaga użycia -print0), grep (potrzebuje -z lub -Z), sort (wymaga użycia -z)). Umieszczenie -0 po xargs rozwiązuje problem, lecz wiele innych narzędzi nie może używać znaku NUL jako separatora, np. head, tail, ls, echo, sed, tar, wc, which.
Ludzie często o tym zapominają i uznają, że xargs jest także zorientowany liniowo.
Poniżej zilustrowano problem separatorów:
```
 
touch
 
'wazny_plik'

 
touch
 
'mniej wazny_plik'

 
ls
 
mniej*
 
|
 
xargs
 
rm

 
mkdir
 
-p
 
'12" records'

 
ls
 
|
 
xargs
 
rmdir

```

Wykonanie poleceń spowoduje usunięcie wazny_plik i pozostawi katalog 12" records oraz plik o nazwie mniej wazny_plik nietknięte.
GNU Parallel jest zorientowanym liniowo odpowiednikiem Xargs, co umożliwia wykonanie powyższych zadań przy jego pomocy.